# منبع پرتو ایکس بسیار روشن

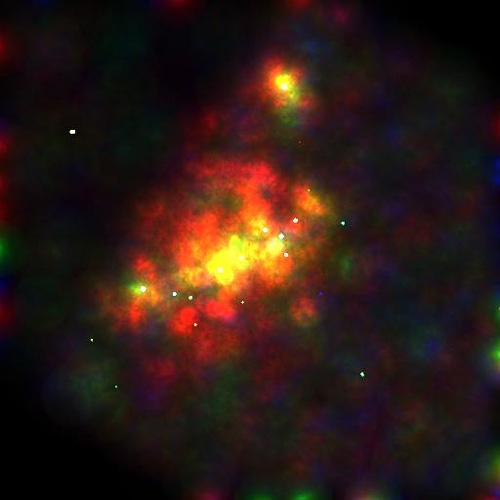
A تصویری از ۲ منبع NGC 4485 و NGC 4490: بالقوه منبع پرتو ایکس بسیار روشن ULXs توسط رصدخانه پرتو ایکس چاندرا

منبع پرتو ایکس بسیار روشن (انگلیسی: Ultraluminous X-ray source) یا (ULX) یک منبع نجومی از پرتوهای ایکس است که درخشندگی کمتری نسبت به هسته‌های فعال کهکشانی دارد، اما از هر فرایند ستاره‌ای شناخته شده (بیش از ۱۰۳۹ erg/s یا ۱۰۳۲ وات) درخشان‌تر است. به صورت همسانگرد تابش می‌کند (در همه جهات یکسان). معمولاً در هر کهکشان حدود یک ULX در کهکشان‌هایی وجود دارد که میزبان آن‌ها هستند، اما برخی کهکشان‌ها دارای تعداد زیادی هستند. نشان داده نشده‌است که کهکشان راه شیری حاوی ULX باشد، اگرچه اس‌اس ۴۳۳ ممکن است یک منبع احتمالی باشد. علاقه اصلی به ULXها از درخشندگی آنها بیشتر از درخشندگی ادینگتون ستارگان نوترونی و حتی سیاهچاله‌های ستاره‌ای ناشی می‌شود. معلوم نیست ULXها چه قدرت‌هایی دارند. مدل‌ها شامل گسیل پرتوهای اجرام جرم ستاره‌ای، برافزایش سیاه‌چاله‌های با جرم متوسط و انتشار فوق‌ادینگتون هستند.

## حقایق مشاهده‌ای
ULXها اولین بار در دهه ۱۹۸۰ توسط رصدخانه اینشتین کشف شدند. مشاهدات بعدی توسط ROSAT انجام شد. رصدخانه‌های پرتو ایکس XMM-Newton و Chandra که وضوح طیفی و زاویه‌ای بسیار بیشتری دارند، پیشرفت زیادی کرده‌است. بررسی ULXها توسط مشاهدات چاندرا نشان می‌دهد که تقریباً یک ULX در هر کهکشان در کهکشان‌هایی وجود دارد که میزبان ULXها هستند (بیشتر آنها چنین نیستند).[1] ULXها در همه انواع کهکشان‌ها، از جمله کهکشان‌های بیضوی یافت می‌شوند، اما در کهکشان‌های ستاره ساز و کهکشان‌های برهم کنش گرانشی بیشتر هستند. ده‌ها درصد از ULXها در واقع اختروش‌های پس زمینه هستند. احتمال اینکه یک ULX منبع پس زمینه باشد در کهکشان‌های بیضوی بزرگتر از کهکشان‌های مارپیچی است.